# Trivago

Logotipo del motor de búsqueda de hotel

Trivago N.V. (estilizado en minúsculas como trivago) es una empresa de tecnología transnacional alemana especializada en servicios y productos relacionados con Internet en los campos de hoteles, alojamiento y metabúsqueda.
Trivago fue el primer buscador de hoteles en Alemania. Se convirtió en una de las compañías de más rápido crecimiento en Alemania, con una rentabilidad que se duplicó entre 2008 y 2012.

## Historia
La compañía fue fundada en Düsseldorf, Alemania, en enero de 2005. Al ver una oportunidad en el espacio de búsqueda de hoteles, el equipo fundador desarrolló el primer motor de búsqueda de hoteles de Alemania. Poco después del lanzamiento, Stephan Stubner renunció como Director Gerente, pero los otros tres fundadores (Rolf Schrömgens, Peter Vinnemeier y Malte Siewert) permanecieron.
Inicialmente, trivago recibió € 1 millón de inversores, incluidos los hermanos Samwer, Florian Heinemann y Christian Vollmann. En 2008, Trivago recibió US $ 1,14 millones en fondos de la Serie B de la compañía británica HOWZAT media LLP. En diciembre de 2010, Trivago vendió una cuarta parte de la compañía por US $ 52.86 millones a un fondo de inversión estadounidense, Insight Venture Partners.
En diciembre de 2012, Expedia, una compañía de viajes estadounidense, anunció que adquiriría una participación en Trivago por $ 632 millones.   El acuerdo se completó en 2013.
En diciembre de 2014, Trivago adquirió la empresa de productos y desarrollo de aplicaciones móviles Rheinfabrik. Después de la adquisición, Rheinfabrik permanece independiente de Trivago en su trabajo.
En 2015, Trivago reportó más de US $ 500 millones en ingresos.
En marzo de 2016, Trivago anunció que había adquirido una parte de la empresa Base7booking de Cloud-PMS.
En abril de 2016, Trivago llegó a 1,000 empleados y comenzó a construir un nuevo campus en Düsseldorf.
El 16 de diciembre de 2016, trivago se comercializó públicamente en el intercambio NASDAQ bajo el símbolo TRVG.
En enero de 2021, Trivago compra el 100% de las acciones de la compañía weekengo GmbH y weekend.com, una startup enfocada a la venta de paquetes de viajes para fin de semana, con sede en Dusseldorf, Alemania. Bajo los términos del acuerdo, cuyo precio no han revelado las partes, la combinación de ambas empresas permitirá a Trivago aplicar su experiencia en marketing y producto a la marca weekend.com, mientras que se crean sinergias con otros productos existentes de la compañía.

## Operaciones
Trivago tiene su sede en Düsseldorf, donde se realizan las operaciones internacionales y el 90% de los empleados de la compañía trabajan. En 2013, Trivago abrió oficinas en Leipzig y Palma de Mallorca. También hay oficinas en Ámsterdam y Shanghái.

## Modelo de negocio
Como sitio web de comparación de precios de hoteles, Trivago gana dinero de socios publicitarios principalmente utilizando un modelo de negocio de costo por clic (CPC). Las plataformas de reserva, los hoteleros y otros proveedores enumeran las tarifas y se anuncian en el sitio de Trivago, pagando por los clics recibidos de los usuarios de Trivago.
Trivago también ofrece versiones gratuitas y de pago de su producto Hotel Manager, que los hoteleros utilizan para comercializar sus instalaciones en el sitio de Trivago.  Trivago afirma ser el sitio de búsqueda de hoteles en línea más grande del mundo, comparando tarifas de más de 1 millón de hoteles y más de 250 sitios de reserva en todo el mundo. Dado que su accionista mayoritario es Expedia, el esfuerzo es dirigir las reservas a sus sitios a través de varios "ajustes" a la forma en que se perciben las tarifas de otros sitios. También ofrecen tarifas a través de muchos sitios de reventa para mayoristas de viajes, donde las habitaciones pueden o no estar disponibles al momento de la reserva. [cita requerida]

## Productos y características

### Índices y clasificaciones

#### Índice de calificación de Trivago (tRI)
El tRI agrega todas las clasificaciones para los destinos enumerados en Trivago y las clasifica entre 0 y 100. El índice incluye criterios tales como ubicación, precio, comida, internet, habitación e instalaciones, y se utiliza para crear clasificaciones y premios anuales de Trivago como el Ranking de reputación, Clasificación de islas, Clasificación de esquí, los Top Hotel Awards, y los mejores destinos de valor (basados en un algoritmo que combina el tRI con el precio).

#### Índice de precios de hoteles de Trivago (tHPI)
El Índice de precios de hoteles de Trivago (tHPI) muestra los precios promedio de alojamiento durante la noche para las ciudades más populares del mundo. Los precios se basan en el costo de una habitación doble estándar, tomada de más de 2 millones de consultas diarias de precios durante el último mes.

## Marketing
Trivago se enfoca en marketing en línea (SEM y publicidad gráfica), relaciones públicas y marketing de marca (TV).